# Fairey Fulmar
O Fairey Fulmar foi um caça embarcado e aeronave de reconhecimento aéreo da Fleet Air Arm durante a Segunda Guerra Mundial. A Fairey Aviation Company construiu 600 unidades do Fulmar em sua fábrica de Stockport entre Janeiro de 1940 e Dezembro de 1942. Seu design baseou-se no modelo anterior Fairey P.4/34 que foi desenvolvido em 1936 como um substituto para o bombardeiro leve Fairey Battle.

## Variantes
| Variante | Característica | Qtd. produzida  |
| -------- | --- | --------------- |
| Mk.I     | Primeira variante de produção motorizado por um Rolls-Royce Merlim VIII de 1 035 hp (772 kW) (1 275 hp (951 kW) na decolagem); 8 x metralhadoras .303 Browning Mk.II | 250             |
| Mk.II    | Versão atualizada com motor Merlim XXX de 1 300 hp (969 kW) | 351             |
| NF Mk.II | Versão de caça noturno convertidos do Mk.II com radar AI Mk.IV ou AI Mk.X                                                                                            | 100 convertidos |

|  |